# Hypoxystis punctularia
Hypoxystis punctularia là một loài bướm đêm trong họ Geometridae.